# Hidros
Hidros ou Hýdros (em grego:   Ὑδρος, "água"), na mitologia grega, era o deus primordial das águas, da mesma forma que Tésis era a deusa primordial da criação. Em uma teogonia órfica, Hidros era essencialmente idêntico a Oceano, o rio que circundava a Terra, assim como Tésis a respeito de Tétis. Ele não teve progenitores, pois surgiu no começo do Universo, mas com Tésis foi pai de Gaia, ou segundo outras fontes, de Chronos e Ananque, ou apenas de Fanes.